# 食材自煮包

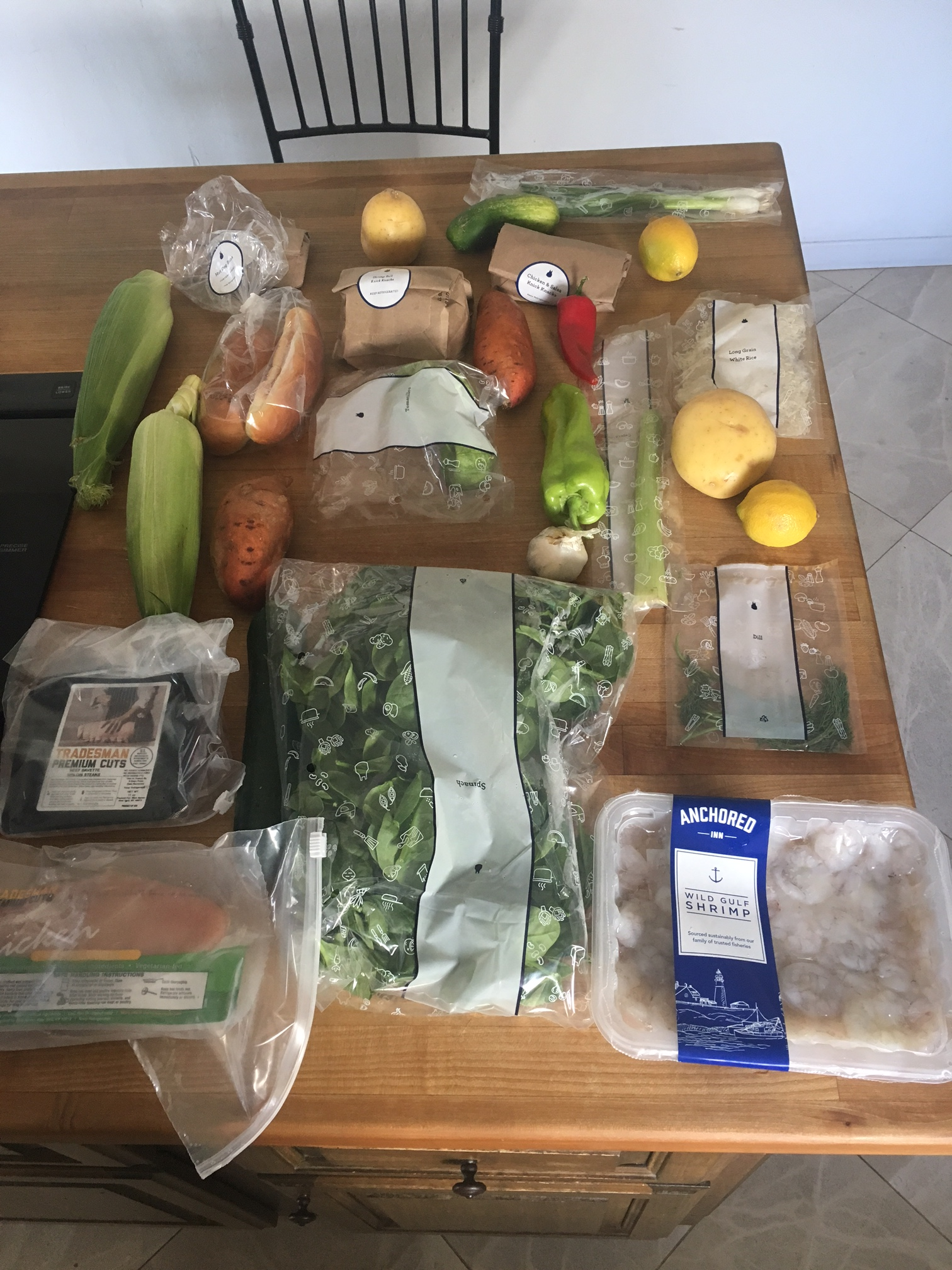
藍圍裙食材自煮包的內容

食材自煮包（英語：meal kit）又稱快煮餐、便利包、方便菜、料理懶人包及餐點DIY配送服務等，是寄送測量好比例的食材和食譜（有時會預先清洗、刀切），提供顧客在家烹调的服務。這種模式在世界上越來越受到歡迎，也是食品产业客製化的範例。

## 歷史
食材自煮包最早發跡於瑞典，住在斯德哥尔摩的Kicki Theander，是三個孩子的媽，她發現大多數家庭希望在家吃晚餐，卻卡在餐前規劃、採買、烹调等雜項，因此於2007年創立Middagsfrid（也有一說2008年創立的Linas Matkasse是第一家快煮餐公司）。 Middagsfrid的服務很快地獲得熱烈回響，服務也延伸至丹麦、德国、比利时和瑞士，並啟發了眾多市場上的對手。2012年，兩家新創公司：藍圍裙、Plated，和已於2011年在德國創立的HelloFresh，幾乎同時踏入美国市场，並蓬勃發展。

## 產業狀態
2017年3月，根據Inc.雜誌，美国有超過150家快煮餐公司；2017年7月，根據時代雜誌，全球快煮餐產值達22億美金，佔食品产业不到1%，此產業預計將快速成長，2020年將達到食品产业的1.3%。根據Morning Consult的調查，2017年美國最多人使用的快煮餐服務依序為蓝围裙（Blue Apron）、HelloFresh、Plated。
然而，華爾街日報2023年的分析指出，在美國，市佔前五的快煮餐公司都有約90%的客戶在一年內退訂服務，並且藍圍裙因股價下跌被收購。分析認為，大多數用戶一開始加入的原因是因為折扣使價格低於自購，以及不熟悉烹飪，然而在實際上手一段時間後很快就學會做菜，並且在折扣取消後自己買食材更便宜，因而退訂；此外，此商業模式仰賴替大量用戶購買相同的食材，批量進貨來壓低成本，形成規模經濟，但這也造成多數公司只能提供單一個餐點或少數選項，然而用戶多偏好有更多選擇。有些超市也推出自己的食材自煮包，由於超市的成本更低，對此產業形成競爭。